# San Cayetano, Michoacán de Ocampo
San Cayetano är en ort i Mexiko.   Den ligger i kommunen Ario och delstaten Michoacán de Ocampo, i den södra delen av landet, 280 km väster om huvudstaden Mexico City. San Cayetano ligger 1 310 meter över havet och antalet invånare är 121.
Terrängen runt San Cayetano är bergig. Runt San Cayetano är det ganska glesbefolkat, med 48 invånare per kvadratkilometer. Närmaste större samhälle är Ario de Rosales, 8,7 km öster om San Cayetano. I omgivningarna runt San Cayetano växer huvudsakligen savannskog.